# Idaea mancuniata
Idaea mancuniata är en fjärilsart som beskrevs av Knaggs 1865. Idaea mancuniata ingår i släktet Idaea och familjen mätare. Inga underarter finns listade i Catalogue of Life.